# まんとくん
まんとくんは、奈良の地域キャラクターの一つ。2010年に奈良県で開かれる平城遷都1300年祭に向けて、地域で愛されるキャラクターを民間の力で創造しよう、という趣旨から、2008年に誕生した。

## 概要
平城遷都1300年祭の公式マスコットとして発表されたキャラクター「せんとくん」の選定方法などに疑問を持った地元のデザイナーなどによる民間団体「クリエイターズ会議・大和」が募集・選定・プロデュースを行う。
2008年4月15日から「新しく、楽しく、愛する奈良と平城京1300年」というコンセプトで公募を開始。619点の応募があった。選考では、5万票以上の一般投票から5440票の得票で1位選出。6月2日に発表され、この日を誕生日とする。
奈良の象徴である鹿をモチーフとし、平城京のシンボル朱雀門を模した帽子をかぶり、マントを着けている。作者はクロガネジンザ。名称は、最終選考から発表までの間に募集団体と作者とで協議を行い「まんとくん」と命名した。また、2008年10月27日には「クリエイターズ会議・大和」が「まんとくんネット」へ改称した。
キャラクターの著作権はまんとくんネットが保有。商品化には1アイテム2万円の登録料が必要だが、奈良県内の企業・商店がPRに使う場合や、個人での使用は自由で無料という、柔軟なライセンスとなっている。
資金不足で着ぐるみの作成は「せんとくん」と「なーむくん」より遅れていたが、2008年12月に完成し、同月7日より使用を開始した。
2009年1月、関西元気文化圏賞（関西元気文化圏推進協議会主催）の「ニューパワー賞」を受賞。
2009年2月、着ぐるみを活用し自発的に運営していくためのボランティア組織「まんとくん倶楽部」が立ち上がり、「まんとくんの中身」を募集。

## メディア展開
2009年3月、CD『あおによし　まんとくん』（ならまち通信社）発売。「まんとくんのうた♪」「まんとくん音頭♪」などを収録。同CDに収録の1300年祭イメージソング「あおによし」とともに、奈良市中心市街地の商店街などで放送されている。いずれの曲も寮美千子が作詞、清田愛未が作曲・編曲・歌。
2009年9月28日より、ロッテのチューインガムFit'sのテレビCMに登場、佐藤健、佐々木希と共演した。
2010年4月、童話『ならまち大冒険　まんとくんと小さな陰陽師』（毎日新聞社）が単行本発売。2009年11月の毎日新聞大阪本社版連載作品「ならまち大冒険」に大幅加筆したもの。2010年7月には続編「ならまち大冒険　青の巻」が、2012年3月には「ならまち大冒険　赤の巻」が同じく毎日新聞に連載された。いずれも寮美千子が作、クロガネジンザが絵。
2011年4月、日本エイサーのパソコンのCM「中の人、変わった？」に起用された。
2013年5月、スズキの軽自動車のCM「アルト エコ　ご当地キャラ篇」に起用された。